# Oldenburg in Holstein
Oldenburg in Holstein is een gemeente in de Duitse deelstaat Sleeswijk-Holstein, gelegen in de Kreis Oost-Holstein. In de vroege Middeleeuwen was het de belangrijkste stad van de Wagren, een Slavische stam. In 1160 werd de in 948 gestichte bisschopszetel verlegd naar Lübeck.
De plaats telt 9.851 inwoners.

## Stedenband
- Blain, Frankrijk

## Geboren
- Ronny Marcos (1 oktober 1993), voetballer

Ahrensbök ·
Altenkrempe ·
Bad Schwartau ·
Beschendorf ·
Bosau ·
Dahme ·
Damlos ·
Eutin ·
Fehmarn ·
Göhl ·
Gremersdorf ·
Grömitz ·
Großenbrode ·
Grube ·
Harmsdorf ·
Heiligenhafen ·
Heringsdorf ·
Kabelhorst ·
Kasseedorf ·
Kellenhusen ·
Lensahn ·
Malente ·
Manhagen ·
Neukirchen ·
Neustadt in Holstein ·
Oldenburg in Holstein ·
Ratekau ·
Riepsdorf ·
Scharbeutz ·
Schashagen ·
Schönwalde am Bungsberg ·
Sierksdorf ·
Stockelsdorf ·
Süsel ·
Timmendorfer Strand ·
Wangels